# Flagelloscypha tetraedrispora
Flagelloscypha tetraedrispora är en svampart som beskrevs av Agerer 1980. Flagelloscypha tetraedrispora ingår i släktet Flagelloscypha och familjen Niaceae.   Inga underarter finns listade i Catalogue of Life.